# Martin Lundstedt
Martin Lundstedt, född 28 april 1967 i Mariestad, är VD och koncernchef för Volvokoncernen sedan den 22 oktober 2015.
Martin Lundstedt studerade till civilingenjör (Industriell ekonomi) på Chalmers tekniska högskola varefter han började som trainee på Scania 1992. Han hade flera chefsroller under sina 23 år på företaget. Han utsågs till VD och koncernchef för Scania 2012 och behöll den rollen fram till sin avgång.
Martin Lundstedt är ordförande i Permobil AB och sitter i styrelsen för Autoliv samt European Automobile Manufacturers’ Association (ACEA).
Martin Lundstedt är medlem av Kungliga Ingenjörsvetenskapsakademin (IVA) samt European Round Table of Industrialists (ERT)

## Priser och utmärkelser
- 2017: Hans Majestät Konungens medalj i guld av 12:e storleken, att bäras om halsen i högblått band (Kon:sGM12mhb)[3]